# Зелёный свет (фильм)
«Зелёный свет» (англ. Green Light) — чёрно-белая мелодрама 1937 года.

## Сюжет
Ньюэлл Пейдж работает хирургом. Когда на операционном столе в результате ошибки его наставника доктора Эндикотта умирает пациентка, Ньюэлл берет на себя его вину и увольняется, после чего вместе с другом бактериологом Джоном Стэнффордом собирается отправиться в штат Монтана, где началась эпидемия сыпного тифа.
Перед отъездом Ньюэлл встречается с дочерью умершей пациентки, Филлис Декстер, и влюбляется в неё. Филлис отвечает ему взаимностью, но только до тех пор, пока не выясняет, что именно его обвиняют в гибели её матери. Оказавшись в Скалистых горах, Ньюэлл пытается обрести новый смысл жизни. Он экспериментирует с сыворотками и ставит опыты по лечению тифа на самом себе.
После того, как он заболевает тифом, к нему приезжает Филлис — девушку обуревает раскаяние с тех пор, как Эндикотт сознался в халатности. Она дежурит у постели больного на пару с медсестрой Френсис Огилви, влюбленной в Ньюэлла. В конце концов Ньюэлл выздоравливает и вместе с Филлис возвращается в город, где его восстанавливают в должности врача, а Стаффорд и Фрэнсис остаются в Монтане.

## Интересные факты
- Кандидатами на роль доктора Пейджа были Лесли Говард и Роберт Монтгомери. В итоге роль досталась Эрролу Флинну.

## В ролях
- Эррол Флинн — Доктор Ньюэлл Пейдж
- Анита Луиз — Филлис Декстер
- Маргарет Линдси — Фрэнсис Огилви
- Уолтер Абель — Джон Стэнффорд
- Генри О'Нил — Доктор Эндикотт
- Спринг Байинтон — Миссис Декстер